# エレノア・メアリー・リード
エレノア・メアリー・リード（Eleanor Mary Reid、結婚前の名前: Eleanor Mary Wynne Edwards、1860年11月13日 - 1953年9月28日）はイギリスの古植物学者である。化石植物の分類に功績をあげ、ロンドン地質学会からライエル・メダルを受賞した。

## 略歴
ウェールズ、デンビーシャーのデンビーで生まれた。ロンドン大学の女性のために作られた小さなカレッジであるウェストフィールド・カレッジ（Westfield College）で学んだ。チェルトナム女子学校（Cheltenham Ladies' College）で物理と数学を教えた。1897年に英国地質調査所の古植物学者、クレメント・リードと結婚した後、植物学や古生物学を夫から初めて学び、共同研究者となり、イギリスの地質学の分野の指導的な女性研究者となった。
リード夫妻は化石植物の分類を行い、1899年に最初の共著で"Origin of the British Flora"を発表した。この著作のためにエレノアはイギリス南岸のWest Witteringの地層から100近くの標本を採集するのを手伝った。2冊目の共著書"Fossil Flora of Tegelen-sur-Meuse, near Venloo, in the Province of Limburg near Venloo"は1907年に出版された。夫が没する3年前の1915年に "Pliocene Floras of the Dutch-Prussian Boarder"が出版された。
夫が没した後も、ハンプシャー州のマイルフォード＝オン＝シーの自宅に研究室を作り、研究を続けた。1919年にロンドン地質学会からマーチソン研究資金（Murchison Fund）を受け、1920年に鮮新世の植物に関する総括論文を発表した。1920年にロンドン地質学会が選んだ最初の女性のフェローの4人のうちの一人となった。その年からケンブリッジ大学で博物学を学んだ女性研究者、マージョリー・チャンドラー（Marjorie Chandler）が助手となり、その後、2人は40年間にわたって共同研究を行った。
大英博物館の標本を研究し、1926年に"Catalogue of Cenozoic Plants in the Department of Geology", volume 1. "The Bembridge Flora"、1933年にvolume 2."The London Clay Flora"を出版した。これらの研究により第三紀の気候環境の変化の証拠を示した。
1936年にライエル・メダルを受賞した。

## 著作
- マージョリー・チャンドラーと共著: The London Clay Flora, British Museum 1933
- マージョリー・チャンドラーと共著: The Bembridge Flora, British Museum 1926 (Catalogue of caenozoic plants in the Department of Geology, 1巻)
- クレメント・リードと共著: The Pliocene floras of the Dutch-Prussian border, Mededeelingen van de Rijksopsporing van Delfstoffen, Nr. 6., Gravenhage, M. Nijhoff 1915 doi:10.5962/bhl.title.57075
- クレメント・リードと共著: The fossil flora of Tegelen-sur-Meuse, near Venloo, in the Province of Limburg, Verh. Kgl. Akad. Wet. Amsterdam 1907